# فوساغاسوجا
فوساغاسوجا (بالإسبانية: Fusagasugá) هي مدينة وبلدية تقع في إدارة كونديناماركا في وسط كولومبيا، على بُعد نحو 60 كيلومترًا جنوب غرب العاصمة بوغوتا، تُعرف بأنها إحدى أهم المدن المتوسطة في المنطقة، وتُلقّب أحيانًا بـ"مدينة الزهور" نظرًا لمناخها المعتدل وتقاليدها في زراعة الأزهار والنباتات.

## نبذه
تعد فوساغاسوجا مركزًا زراعيًا وتجاريًا مهمًا، ويعتمد اقتصادها على الزراعة، خاصة زراعة الزهور والخضروات، إضافة إلى السياحة المحلية والتجارة، كما تحتضن عددًا من المؤسسات التعليمية والثقافية، وتُعد وجهة مفضلة لقضاء العطلات لسكان بوغوتا.
يعود أصل اسم المدينة إلى لغة السكان الأصليين من شعب المويسكا، ويُعتقد أنه يشير إلى موقع بين الجبال أو إلى وفرة المياه في المنطقة.